# Tom Holland (acteur)
Thomas Stanley (Tom) Holland (Kingston upon Thames, 1 juni 1996) is een Engelse acteur en danser. Hij kreeg bij het grote publiek vooral naamsbekendheid door zijn rol van Lucas Benett in The Impossible en later door de rol van Spider-Man ofwel Peter Parker in de MCU-films Captain America: Civil War, Spider-Man: Homecoming, Avengers: Infinity War, Avengers: Endgame, Spider-Man: Far From Home en Spider-Man: No Way Home. Ook kreeg hij de rol van Nathan Drake in Uncharted.

## Biografie
Tom Holland werd op 1 juni 1996 geboren in het Londense Kingston upon Thames als de zoon van komiek Dominic Holland en fotografe Nicola Frost.

### Theater
Holland startte zijn acteercarrière in de Nifty Feet Dance School in Wimbledon. In 2006 werd hij tijdens het Richmond Dance Festival opgemerkt door choreografe Lynne Page, een zakenpartner van de choreograaf van Billy Elliot en Billy Elliot the Musical, Peter Darling.
Na acht audities en een opleiding van ongeveer twee jaar maakte Holland in juni 2008 zijn debuut in de West End-productie Billy Elliot the Musical. Hij vertolkte de rol van Michael, de beste vriend van de protagonist. Enkele maanden later speelde hij voor het eerst de hoofdrol van Billy Elliot zelf. In mei 2010 speelde hij die rol voor het laatst.

### Film en televisie
In 2010 sprak Holland de stem in van het personage Shô in de Engelstalige versie van de animatiefilm The Secret World of Arrietty. Twee jaar later maakte hij met de rampenfilm The Impossible zijn filmdebuut, hierin speelt Tom het personage Lucas Benett. De oudste zoon van een gezin van 3, die samen met zijn familie wordt getroffen door een tsunami, dit verhaal is gebaseerd op een waargebeurd verhaal. Naomi Watts, die in de film zijn moeder vertolkt, ontving voor haar acteerprestatie in The Impossible een Oscarnominatie. In 2013 vertolkte Holland een van de hoofdrollen in How I Live Now, een verfilming van de gelijknamige roman van schrijfster Meg Rosoff. Twee jaar kreeg hij ook een bijrol in de BBC-miniserie Wolf Hall, dat gebaseerd was op de boeken Wolf Hall en Bring Up the Bodies van auteur Hilary Mantel.
In juni 2015 werd bekend dat Holland gecast was als de nieuwe Spider-Man. Hij vertolkte de superheld voor het eerst in Captain America: Civil War (2016). Een jaar later kreeg hij voor zijn rol als Spider-Man een solo film genaamd Spider-Man: Homecoming. In april 2018 was Holland wederom als Spider-Man te zien in de film Avengers: Infinity War. Tevens herpakte Holland deze rol in 2019 in de films Avengers: Endgame, Spider-Man: Far From Home en Spider-Man: No Way Home. Far From Home was de eerste Spider-Man-film ooit die meer opbracht dan 1 miljard Amerikaanse dollar.
Holland kreeg de rol van Nathan Drake in Uncharted.

## Persoonlijk
Holland heeft drie jongere broers.
Hij heeft een relatie met Zendaya.